# ホイッスル (音)

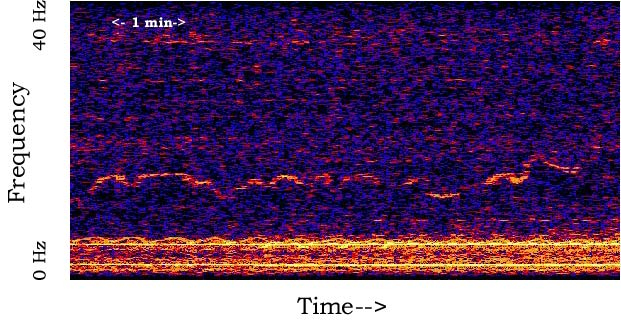
ホイッスルのスペクトログラム

座標: 北緯8度00分00秒 西経110度00分00秒 / 北緯8.000000度 西経110.000000度
ホイッスル（Whistle）とは、海中で観測された発生原因不明の低周波の音波のパターンに付けられた、音の名称である。

## 概要
ホイッスルが、アメリカ海洋大気庁によって、赤道付近の太平洋で録音されたのは、1997年7月7日のことである。この音が観測された位置は、太平洋の北緯8度、西経110度付近。自動的に海中の音の観測を行うようになっている水中マイクによって録音された。この音は、発生源が不明であるばかりか、他のどの水中マイクによっても録音された例が報告されていないという、謎の音である。
なお、ホイッスルと同時に観測された、1Hz〜6Hzにかけての周波数帯の音については、mid-water currents（中層海流？）の影響によって鳴っている音だと説明されている

。

## 海洋の発生原因不明の音
海洋においては、ホイッスル以外にも発生原因不明の音が観測されている。例えば、アプスウィープ、スローダウン、トレイン、ブループ、ユリアといった音が挙げられる。